# Ligament collatéral tibial de l'articulation du genou
 (juillet 2016).
Si vous disposez d'ouvrages ou d'articles de référence ou si vous connaissez des sites web de qualité traitant du thème abordé ici, merci de compléter l'article en donnant les références utiles à sa vérifiabilité et en les liant à la section « Notes et références ».
Le ligament collatéral tibial de l'articulation du genou (ou ligament latéral interne du genou dans l'ancienne nomenclature anatomique) est un ligament capsulaire du côté médial de l'articulation fémoro-tibiale.

## Description
Le ligament collatéral tibial de l'articulation du genou est une large bande de tissu conjonctif fibreux située légèrement en arrière, du côté interne de l'articulation du genou et adhérant à la capsule.
Il s'insère sur la face médiale sous-cutanée du condyle médial du fémur et sur la face médiale de l'épiphyse proximale du tibia en arrière de l'insertion des muscles de la patte d'oie. Il est orienté de haut en bas et légèrement d’arrière en avant.
Il est constitué :
- d'un faisceau profond qui est lié au ménisque médial : le ligament collatéral tibial profond,
- d'un faisceau plus superficiel : le ligament collatéral tibial superficiel. Ce faisceau se confond avec le tendon distal du muscle grand adducteur, à tel point qu'on peut alors considérer que ce muscle finit son insertion sur le tibia (par l'intermédiaire du faisceau superficiel du ligament) et devient le quatrième ischio-jambier.

Entre ces deux faisceaux chemine le tendon réfléchi du muscle semi-membraneux, qui s’insère sur la face antéro-médiale du tibia, au-dessus de l'insertion des muscles de la patte d'oie

## Anatomie fonctionnelle
Le ligament collatéral tibial de l'articulation de genou s'oppose au genu valgum.

## Aspect clinique
Le ligament collatéral tibial de l'articulation du genou peut être blessé lors d'un valgus forcé.